# Bród Widawski
Bród Widawski – część wsi Zabłocie w Polsce, położona w województwie łódzkim, w powiecie łaskim, w gminie Widawa. Wchodzi w skład sołectwa Zabłocie.
W latach 1975–1998 Bród Brzykowski należał administracyjnie do województwa sieradzkiego.
Według danych ze Spisu Powszechnego z 30 września 1921 r. Bród Widawski należał do gminy Dąbrowa Widawska w powiecie łaskim, w województwie łódzkim. Wówczas zamieszkiwało ją 9 osób (5 mężczyzn i 4 kobiety) w jednym budynku. Wszyscy deklarowali wyznanie rzymskokatolickie i narodowość polską.